# (120) Láquesis
(120) Láquesis  es un asteroide del cinturón de asteroides descubierto por Alphonse Louis Nicolas Borrelly en 1872.

## Descubrimiento y denominación
Láquesis fue descubierto el 10 de abril de 1872 por Alphonse Borrelly desde el observatorio de Marsella, Francia, e independientemente la noche siguiente por Christian Peters desde el Observatorio Litchfield de Clinton, Estados Unidos.
Está nombrado por Láquesis, una deidad de la mitología griega.

## Características orbitales
Láquesis orbita a una distancia media del Sol de 3,12 ua, pudiendo alejarse hasta 3,286 ua. Su excentricidad es 0,05321 y la inclinación orbital 6,963°. Emplea en completar una órbita alrededor del Sol 2013 días.

## Características físicas
La magnitud absoluta de Lachesis es 7,75. Tiene un diámetro de 174,1 km y un periodo de rotación de 46,55 horas. Su albedo se estima en 0,0463. Lachesis está clasificado en el tipo espectral C.